# テイエムドラゴン
テイエムドラゴン（欧字名:T M Dragon、2002年4月10日 - ）は、日本の競走馬。
2005年の中山大障害（J・GI）、2005年と2007年の京都ハイジャンプ（J・GII）、2006年の阪神スプリングジャンプ（J・GII）優勝馬。2005年度のJRA賞最優秀障害馬に選出された。

## 戦績
- 特記事項なき場合、本節の出典はJBISサーチ[3]

2004年11月14日、京都競馬場での2歳新馬戦でデビューし、5着。7戦目の未勝利戦で3着に入ったのが最高成績で、9戦未勝利のまま障害競走に転じる。2005年10月30日の障害未勝利戦でトータルの初勝利を挙げると、続く京都ハイジャンプでは直線で先頭に立ってそのまま押し切り、2着アズマビヨンドに4馬身差をつけて重賞初制覇を果たす。12月の中山大障害では中団に構える競馬からバンケットの下り上りで一気に先頭に取りつき、最後は2着メルシーエイタイムを9馬身も引き離して障害戦3戦3勝でJ・GI制覇を達成。鞍上の白浜雄造はG1競走初制覇とともに中山競馬場での障害重賞初制覇、管理の小島貞博は管理馬の初のG1競走制覇と同時に騎手・調教師でダブルの中山大障害制覇となった。また、父アドマイヤベガはこれが産駒のG1競走初制覇。3歳馬の中山大障害制覇は1968年秋のタジマオーザ以来のことで、同じ2002年生まれのディープインパクト、カネヒキリと並んで障害に一時代を築く予測も立てられた。2005年度のJRA賞各賞選考では、最優秀障害馬に選ばれた。
4歳初戦の春麗ジャンプステークスでは鼻出血もあって4着に終わったが、その次の阪神スプリングジャンプでは粘るアズマビヨンドを退けて重賞3勝目を挙げた。中山グランドジャンプでは前年覇者のカラジにクビ差の2着に終わり、レース後に右第1指骨剥離骨折を発症していたことが判明。1年以上の長期休養ののち、2007年の京都ハイジャンプで戦列に復帰。レースでは途中から先頭に立ってそのまま押し切り勝利。1年7か月ぶりの出走での重賞制覇はスズパレードの記録を約4か月更新、また馬体重46キロ増での勝利はマンハッタンカフェの富良野特別勝ち時とタイ記録となった。中山大障害に出走も2年前に下したメルシーエイタイムの4着に終わり、レース後に再び屈腱炎を発症していたことが判明したため、12月26日付で競走馬登録を抹消された。
引退後は乗馬となり、京北育成牧場（高宮ライディングパーク）、2011年ごろには神戸乗馬クラブなどで繋養された。

## 競走成績
以下の内容は、JBISサーチ、netkeiba.comに基づく。
| 年月日     | 競馬場 | 競走名                 | 格     | 距離（馬場）  | 頭数 | 枠番 | 馬番 | オッズ（人気） | 着順 | タイム （上り3F） | 着差 | 騎手      | 斤量 [kg] | 勝ち馬/（2着馬）       | 馬体重 [kg] |
| ---------- | ------ | ---------------------- | ------ | ------------- | ---- | ---- | ---- | -------------- | ---- | ----------------- | ---- | --------- | --------- | ---------------------- | ----------- |
| 2004.11.14 | 京都   | 2歳新馬                |        | 芝1800m（良） | 11   | 4    | 4    | 028.60（6人）  | 05着 | R1:52.4（35.6）   | -0.8 | 0小池隆生 | 55        | グランロワイヤル       | 512         |
| 0000.12.05 | 中京   | 2歳未勝利              |        | 芝1800m（稍） | 16   | 2    | 4    | 014.90（5人）  | 08着 | R1:52.6（36.6）   | -1.3 | 0田嶋翔   | 55        | グッドエモーション     | 506         |
| 2005.02.27 | 阪神   | 3歳未勝利              |        | ダ1800m（良） | 12   | 8    | 12   | 018.70（4人）  | 11着 | R1:58.9（40.4）   | -2.5 | 0田嶋翔   | 56        | ホクセツバロン         | 504         |
| 0000.03.20 | 阪神   | 3歳未勝利              |        | 芝2000m（良） | 16   | 2    | 4    | 259.7（14人）  | 10着 | R2:03.7（36.0）   | -1.0 | 0柴原央明 | 56        | マイハッピークロス     | 494         |
| 0000.06.19 | 函館   | 3歳未勝利              |        | 芝1800m（良） | 15   | 4    | 7    | 126.3（12人）  | 08着 | R1:50.3（36.3）   | -0.8 | 0田嶋翔   | 56        | ゼウスワンダー         | 504         |
| 0000.07.03 | 函館   | 3歳未勝利              |        | 芝2000m（良） | 16   | 4    | 7    | 022.80（7人）  | 05着 | R2:06.2（36.5）   | -0.4 | 0小林徹弥 | 56        | シルキーオメガ         | 496         |
| 0000.07.09 | 函館   | 3歳未勝利              |        | 芝2600m（良） | 14   | 8    | 14   | 058.9（10人）  | 03着 | R2:45.1（36.8）   | -0.4 | 0小林徹弥 | 56        | ゼンスピリッツ         | 496         |
| 0000.07.30 | 函館   | 3歳未勝利              |        | 芝2600m（稍） | 13   | 7    | 11   | 003.50（1人）  | 04着 | R2:49.1（37.6）   | -0.5 | 0田嶋翔   | 56        | メジロハスラー         | 498         |
| 0000.09.10 | 阪神   | 3歳未勝利              |        | 芝2000m（良） | 16   | 4    | 7    | 020.80（6人）  | 06着 | R2:01.3（36.3）   | -0.5 | 0田嶋翔   | 56        | スマイルフォライフ     | 488         |
| 0000.10.30 | 京都   | 障害3歳以上未勝利      |        | 障2910m（良） | 14   | 2    | 2    | 007.50（4人）  | 01着 | R3:18.5（13.6）   | -0.8 | 0白浜雄造 | 58        | （クラシックブレード） | 502         |
| 0000.11.12 | 京都   | 京都ハイジャンプ       | J・GII | 障3930m（良） | 8    | 2    | 2    | 007.40（2人）  | 01着 | R4:33.2（13.9）   | -0.7 | 0西谷誠   | 58        | （アズマビヨンド）     | 504         |
| 0000.12.24 | 中山   | 中山大障害             | J・GI  | 障4100m（良） | 14   | 4    | 6    | 004.40（2人）  | 01着 | R4:39.9（13.7）   | -1.5 | 0白浜雄造 | 61        | （メルシーエイタイム） | 490         |
| 2006.02.04 | 東京   | 春麗ジャンプS          | 障OP   | 障3300m（良） | 14   | 4    | 5    | 001.30（1人）  | 04着 | R3:41.8（13.4）   | -1.1 | 0白浜雄造 | 62        | アインオーセン         | 500         |
| 0000.03.11 | 阪神   | 阪神スプリングジャンプ | J・GII | 障3900m（良） | 14   | 4    | 5    | 001.70（1人）  | 01着 | R4:24.3（13.6）   | -0.1 | 0白浜雄造 | 62        | （アズマビヨンド）     | 500         |
| 0000.04.15 | 中山   | 中山グランドジャンプ   | J・GI  | 障4250m（良） | 15   | 5    | 8    | 002.30（1人）  | 02着 | R4:50.8（13.7）   | -0.0 | 0白浜雄造 | 62        | カラジ                 | 478         |
| 2007.11.10 | 京都   | 京都ハイジャンプ       | J・GII | 障3930m（良） | 7    | 2    | 2    | 003.80（2人）  | 01着 | R4:24.6（13.5）   | -0.5 | 0白浜雄造 | 63        | （コウエイトライ）     | 524         |
| 0000.12.22 | 中山   | 中山大障害             | J・GI  | 障4100m（良） | 16   | 7    | 13   | 001.90（1人）  | 04着 | R4:41.8（13.7）   | -2.1 | 0白浜雄造 | 63        | メルシーエイタイム     | 510         |

1. ↑  障害戦は平均1F

## 血統表
| テイエムドラゴンの血統      | テイエムドラゴンの血統                                   | テイエムドラゴンの血統                                   | （血統表の出典）                                         | （血統表の出典） |
| 父系                        | ヘイロー系                                               | ヘイロー系                                               | ヘイロー系                                               | [ § 2 ]          |
| 父 アドマイヤベガ 1996 鹿毛 | 父の父*サンデーサイレンス Sunday Silence 1986 青鹿毛     | Halo                                                     | Hail to Reason                                           | Hail to Reason   |
| 父 アドマイヤベガ 1996 鹿毛 | 父の父*サンデーサイレンス Sunday Silence 1986 青鹿毛     | Halo                                                     | Cosmah                                                   |                  |
| 父 アドマイヤベガ 1996 鹿毛 | 父の父*サンデーサイレンス Sunday Silence 1986 青鹿毛     | Wishing Well                                             | Understanding                                            | Understanding    |
| 父 アドマイヤベガ 1996 鹿毛 | 父の父*サンデーサイレンス Sunday Silence 1986 青鹿毛     | Wishing Well                                             | Mountain Flower                                          |                  |
| 父 アドマイヤベガ 1996 鹿毛 | 父の母ベガ 1990 鹿毛                                     | *トニービン Tony Bin                                     | Kampala                                                  | Kampala          |
| 父 アドマイヤベガ 1996 鹿毛 | 父の母ベガ 1990 鹿毛                                     | *トニービン Tony Bin                                     | Severn Bridge                                            |                  |
| 父 アドマイヤベガ 1996 鹿毛 | 父の母ベガ 1990 鹿毛                                     | *アンティックヴァリュー Antique Value                    | Northern Dancer                                          | Northern Dancer  |
| 父 アドマイヤベガ 1996 鹿毛 | 父の母ベガ 1990 鹿毛                                     | *アンティックヴァリュー Antique Value                    | Moonscape                                                |                  |
| 母 ヤエシラオキ 1989 芦毛   | 母の父マルゼンスキー 1974 鹿毛                           | Nijinsky II                                              | Northern Dancer                                          | Northern Dancer  |
| 母 ヤエシラオキ 1989 芦毛   | 母の父マルゼンスキー 1974 鹿毛                           | Nijinsky II                                              | Flaming Page                                             |                  |
| 母 ヤエシラオキ 1989 芦毛   | 母の父マルゼンスキー 1974 鹿毛                           | *シル Shill                                              | Buckpasser                                               | Buckpasser       |
| 母 ヤエシラオキ 1989 芦毛   | 母の父マルゼンスキー 1974 鹿毛                           | *シル Shill                                              | Quill                                                    |                  |
| 母 ヤエシラオキ 1989 芦毛   | 母の母ノスタルヒアス 1974 芦毛                           | *フォルティノ Fortino                                    | Grey Sovereign                                           | Grey Sovereign   |
| 母 ヤエシラオキ 1989 芦毛   | 母の母ノスタルヒアス 1974 芦毛                           | *フォルティノ Fortino                                    | Ranavalo                                                 |                  |
| 母 ヤエシラオキ 1989 芦毛   | 母の母ノスタルヒアス 1974 芦毛                           | サチカマダ                                               | *ヴィミー                                                | *ヴィミー        |
| 母 ヤエシラオキ 1989 芦毛   | 母の母ノスタルヒアス 1974 芦毛                           | サチカマダ                                               | ミスサチヨ                                               |                  |
| 母系(F-No.)                 | フロリースカツプ(GB)系(FN:3-l)                           | フロリースカツプ(GB)系(FN:3-l)                           | フロリースカツプ(GB)系(FN:3-l)                           | [ § 3 ]          |
| 5代内の近親交配             | Northern Dancer 4 × 4 = 12.50％、Tom Fool 5 × 5 = 6.25％ | Northern Dancer 4 × 4 = 12.50％、Tom Fool 5 × 5 = 6.25％ | Northern Dancer 4 × 4 = 12.50％、Tom Fool 5 × 5 = 6.25％ | [ § 4 ]          |
| 出典                        | 1. 2. 3. 4.                                              | 1. 2. 3. 4.                                              | 1. 2. 3. 4.                                              | 1. 2. 3. 4.      |